# Landschaftstraße
Die Landschaftstraße in München liegt in der Altstadt (Graggenau) und verbindet, an der Rückseite des Neuen Rathauses vorbeiziehend, die Weinstraße mit der Dienerstraße.

## Geschichte
Die Einführung des „Instituts der Landschaft“ fällt in das 14. Jahrhundert. An der Landschaftstraße stand das Versammlungshaus der „bayerischen Landschaft“, jener bayerischen Adeligen und Abgesandten der Städte, welche in früherer Zeit vor der Verabschiedung der Verfassung des Königreichs Bayern von 1808 das Steuerbewilligungsrecht besaßen. 1808 wurde es aufgegeben. Das Gebäude blieb aber bis zum Jahre 1865 im Eigentum der Regierung.

## Lage
Die Landschaftsstraße verbindet, an der Rückseite des Neuen Rathauses vorbeiziehend, die Weinstraße mit der Dienerstraße und bildet die Südseite des Marienhofs. Sie gehört zur Fußgängerzone der Münchner Altstadt. Nach Überquerung der Weinstraße nach Westen, geht sie in die Filserbräugasse über. Ihre Verlängerung bildet nach Osten, nach Überquerung der Dienerstraße, die Altenhofstraße. Der Radverkehr kann von der Dienerstraße die Radstellplätze im Sinne von P&R erreichen. 

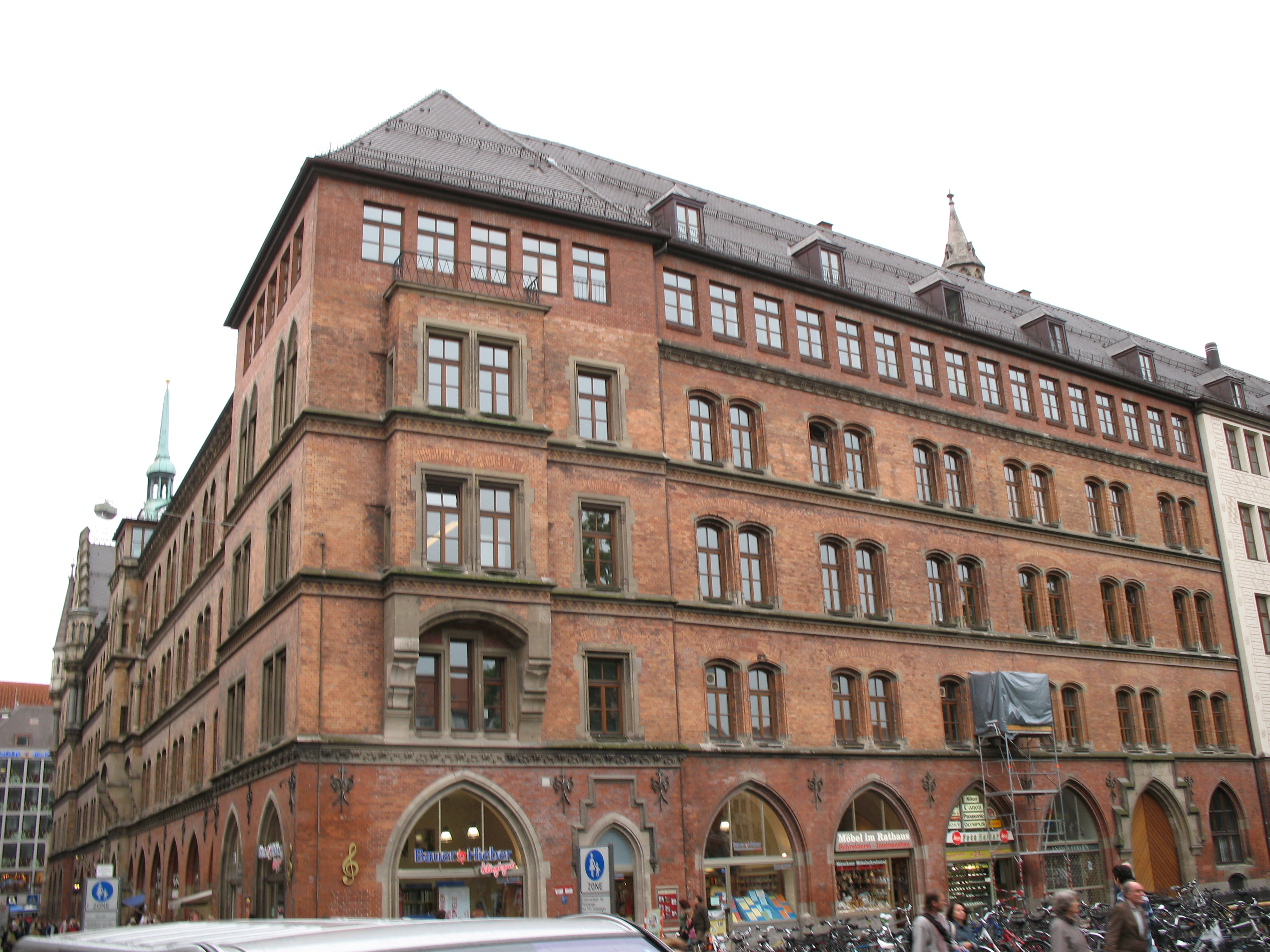
Nordseite des Neues Rathauses in der Landschaftstraße
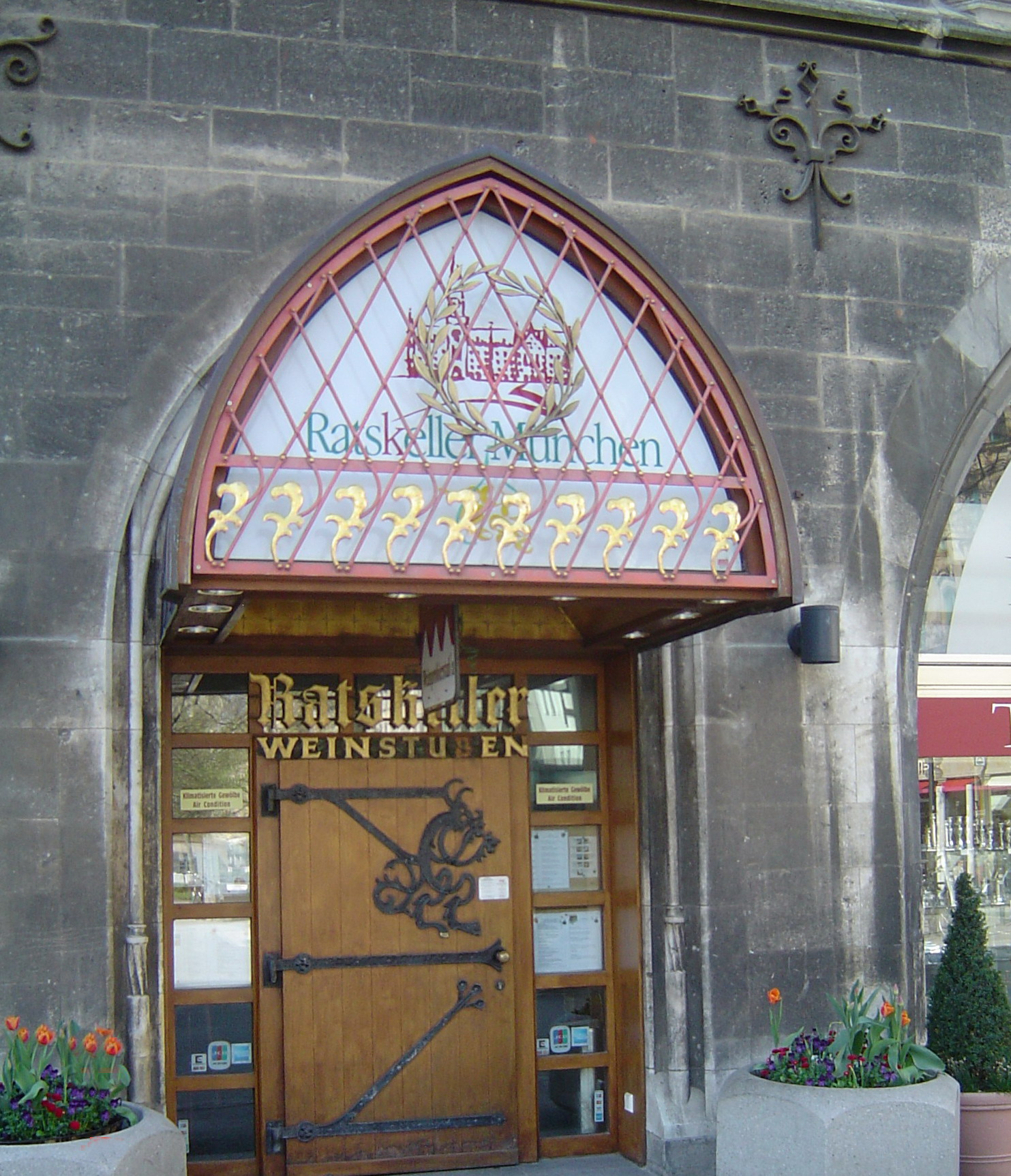
Eingang zum Ratskeller in der Landschaftstraße
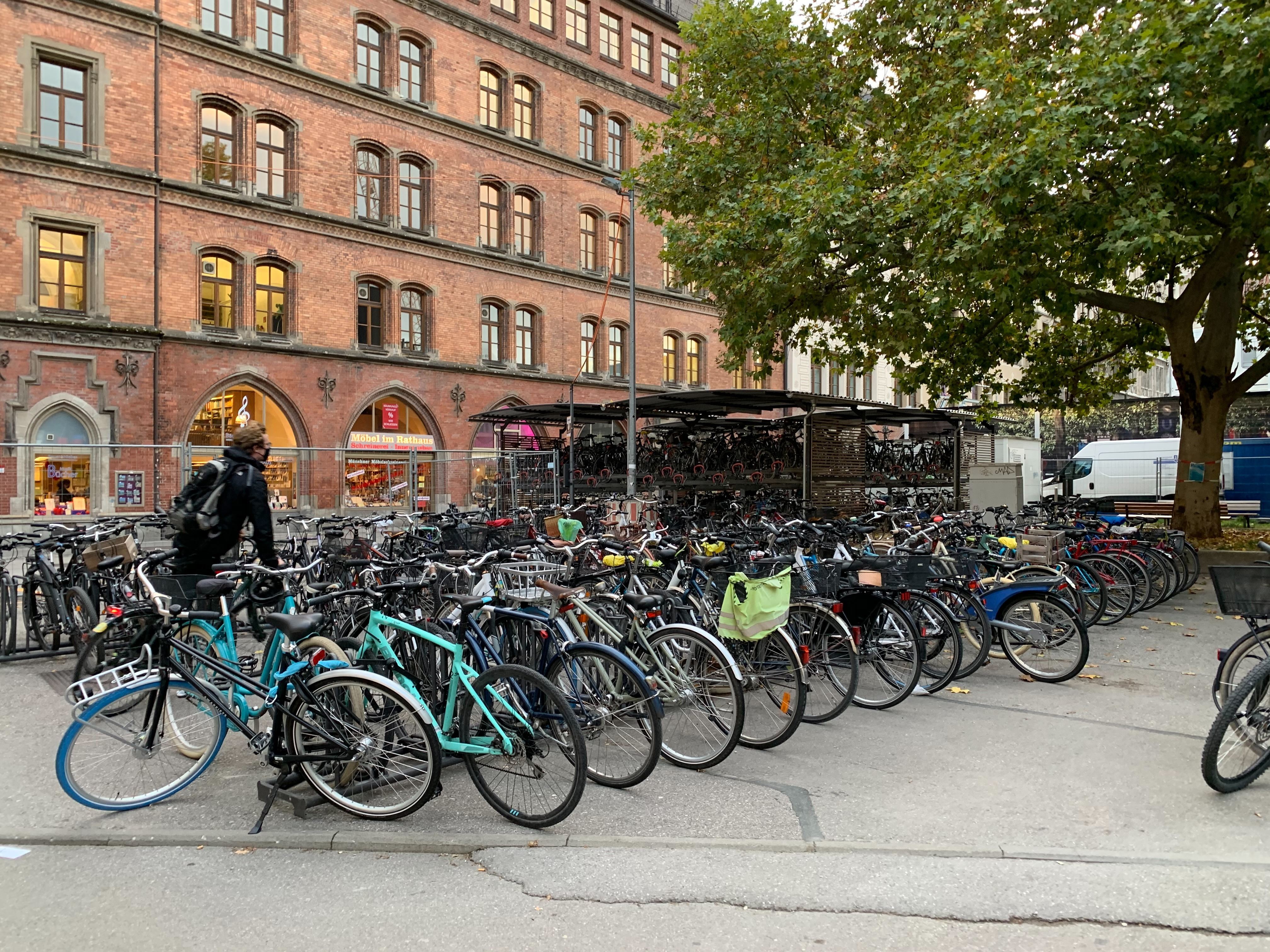
Radlstellplatz an der Landschaftstraße
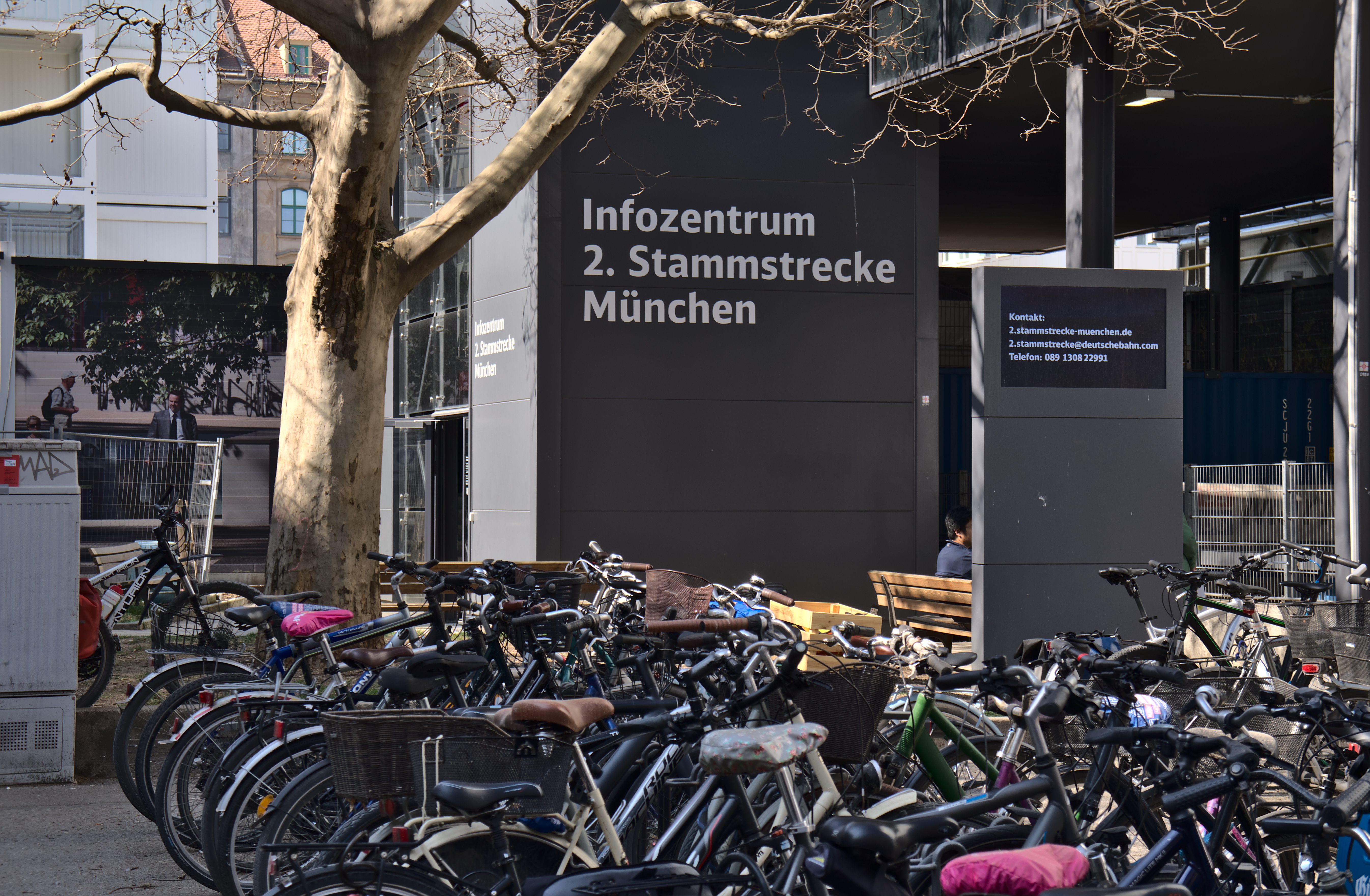
Infozentrum zur Zweiten Stammstrecke der S-Bahn an der Landschaftstraße
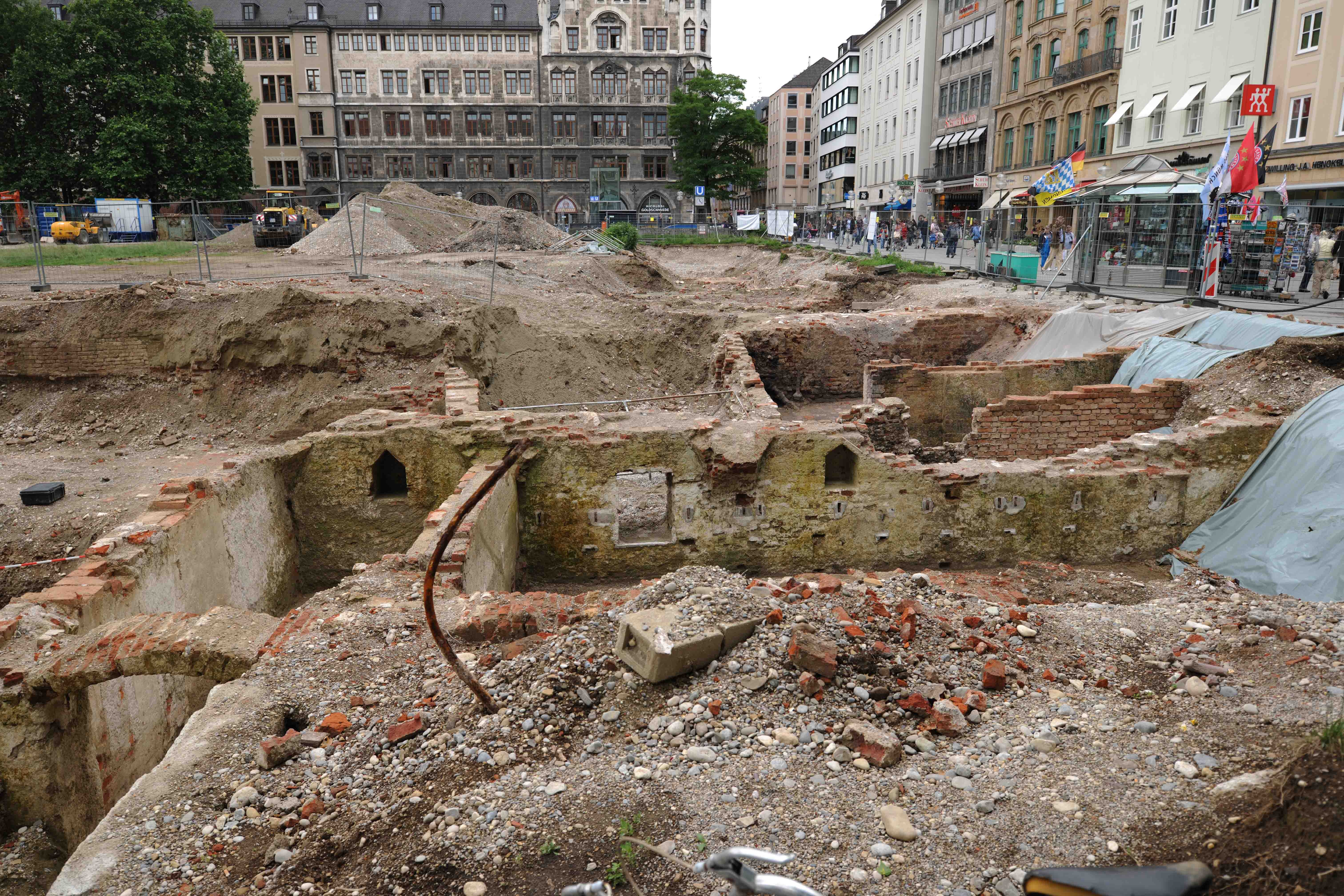
Großbaustelle Marienhof mit Ausgrabungen südlich der Landschaftstraße